# Bernardus Nieuwenhuis
Pour les articles homonymes, voir Nieuwenhuis.
Bernardus Nieuwenhuis, né le 19 janvier 1912 à Eastermar et mort le 5 septembre 2001, est un peintre frison.